# Михалки (Гомельская область)
Михалки (бел. Міха́лкі) — посёлок в Мозырском районе Гомельской области Республики Беларусь. В составе Михалковского сельсовета.

## География
Железнодорожная станция на линии Калинковичи — Овруч. Железнодорожный узел (идёт ветка на станцию Барбаров). В 12 км от города Мозырь, 130 км от Гомеля. В 6 км от бывшей деревни Михалки, отселённой в середине 70-х из-за строительства нефтеперерабатывающего и завода кормовых дрожжей.

### Гидрография
В 3 км напрямую на северо-запад начинается река Наровлянка (приток Припяти).

### Транспортная сеть
Рядом проходит линия Мозырского трамвая.

## История
В 1924—1985 годах центр Михалковского сельсовета.

## Население

### Численность
- 2004 год — 57 жителей

## Достопримечательность

### Утраченное наследие
- Церковь (XVIII — начало XX в.)[3].